# 중원 잠병리 고가
중원 잠병리 고가(中原 岑屛里 古家)는 충청북도 충주시 금가면 잠병리에 있던 건축물이다. 1985년 12월 28일 충청북도의 문화재자료 제2호로 지정되었다가, 1987년 7월 8일 화재로 소실되어 1998년 6월 20일 문화재 지정이 해제되었다.

## 개요
잠병리 고가는 충주시 금가면 잠병리 943번지에 위치하고, 18세기 말에 건립된 것으로 추정되는 오래된 구조 기법으로 하고 있는 중부 지방의 전형적인 민가 형식의 초가이다.
안채는 정면 3칸, 측면 1칸 반 규모이고 一자 형 전퇴 초가집이다. 평면은 방 2칸, 부엌으로 구성된다. 구조는 자연석 기단 위에 덤벙주초를 놓고 방주를 세우고 있다. 가구는 3량가이나 전면은 5량가와 같이 꾸미고 있다. 각 방의 천정에는 고미반자이고 홑처마 초가지붕이다.

## 참고 자료
- 중원잠병리고가 - 국가유산청 국가유산포털